# لنغور جي الذهبي
يُصنّف لنغور جي الذهبي (الاسم العلمي: Trachypithecus geei)، والمعروف ببساطة لنغور ذهبي، بين سعادين العالم القديم، ويُعثر عليه اليوم في منطقة صغيرة ضمن أسام الغربية في الهند[./لنغور_جي_الذهبي#cite_note-FOOTNOTEChoudhury1988a-1 [1]] وفي سفوح الجبال السوداء المجاورة في بوتان، ويُعد أحد أكثر أنواع الرئيسيات المهددة بالانقراض في الهند، ولأن العديد من شعوب الهملايا قد عدته مقدساً منذ زمن طويل، لفت عالم الطبيعة إي. بي. غي انتباه العالم الغربي إليه لأول مرة في خمسينيات القرن العشرين، علماً أنه قد تهجّن مع اللنغور المتوّج (الاسم العلمي: T. pileatus) في جزء من بوتان.

## الاكتشاف واشتقاق الاسم
كان أول تسجيل لوجود اللنغور الذهبي في مقالة بيمبيرتون عام 1838، والتي تشير إلى أن «غريفيث قد لاحظ هذه السعادين بالقرب من تونغسو في وسط بوتان» ولكن أبحاث بيمبيرتون ضاعت ولم يُعاد اكتشافها حتى سبيعينات القرن العشرين، حين تجلّى الاكتشاف العلمي للنغور الذهبي بشكل مختلف، وفي عام 1907، أبلغ إي. أو. شيبير -الذي كان خارجاً مع بعض الصيادين وحراس الغابات- عن رؤيته «لنغوراً كريمي اللون» في جوار جامدوار، ولكنه لم يقدّم أي صورة أو عينة حية أو ميتة في ذلك الحين، فكانت الإشارة المطبوعة الأولى للنغور الذهبي، كحيوان ذي تصنيف غير محدد، في منشور عام 1919 أورد ما يلي: «لنغور رمادي؟ - يوجد نوع شائع من اللنغور بلون أصفر باهت في مقاطعة غولبارا (أسام) المحاذية، وأبلغ جيردون عن واحد في تيراي، وهي المقاطعة المحاذية على الجانب الغربي، اقترح بلانفورد أنه قد يكون لنغوراً رمادياً من السهول الشمالية».
من ثم أُبلغ عن مشاهدات عدة أخرى بالقرب من تاريخ استقلال الهند عام 1947، ففي شباط/ فبراير من ذاك العام، أورد سي. جي. بارون في سجلّ زوار فوريست ريست هاوس في رامونا، الذي يبعد عدة أميال باتجاه الجنوب عن جامدوار، عن رؤيته لبعض سعادين لنغور «تمتلك لوناً موحداً لجسمها وذيلها»، وهو لون ذهبي خفيف مائل للفضي، يشبه الشعر الأشقر، وبعد سنة في جامدوار أيضاً، أبلغ اتش. إي تايندتا، وهو مزارع شاي، عن رؤيته «سعادين لنغور كريمية حول نهر سنكوش»، لكن لم تُركز الجهود على تعيين هوية اللنغور الذهبي حتى مرور بضع سنوات، حين سافر أي. بي. غي لجامدوار في تشرين الثاني/ نوفمبر عام 1953 لتولّي ذلك، فتمكن فريقه من ملاحظة ثلاث مجموعات من سعادين اللنغور الذهبي، جميعها على الضفة الشرقية لنهر سنكوش، فشوهدت المجموعة الأولى على جهة بوتان من الحدود، بينما لوحظت الثانية، وقد كانت كبيرة تألفت من 30 إلى 40 سعداناً، على بعد ميل شمالي جامدوار على الجانب الهندي، أما الثالثة فشوهدت على بعد 6.44 إلى 8.05 كم بالقرب من جنوبي رامونا، وسجّل غي مقاطع ملونة للمجموعة الثانية.
صرّح غي عن نتائجه في آب/ أغسطس عام 1954 لخبير في جمعية علم الحيوان في لندن، أشار إلى أن اللنغور الذهبي قد يكون نوعاً جديداً، وفي كانون الثاني/ يناير عام 1955، أدلى غي بنتائجه أيضاً لمنظمة المسح الحيواني في الهند، واقترح بعد عرض مقاطعه المصورة عن سعادين اللنغور الذهبي، شمل جامدوار في المسح الذي كان سيُجرى قريباً في المنطقة آنذاك، وقد تلقى اقتراحه دعم الدكتور يندر لال هورا، مدير المسح الحيواني في الهند، والتقط فريق المسح تباعاً في ذاك العام ست عينات للنغور الذهبي، وفي العام التالي وصف الدكتور اتش. خاجوريا، وهو اختصاصي تصنيف درس العينات المأخوذة، هذا النوع مسمياً إياه بريسبايستس غي تكريماً للعالم غي.

## الوصف الجسدي
يتراوح لون كساء اللنغور الذهبي بين الكريمي والذهبي، وتكون الأشعار على صدره وخواصره أغمق وصدئة اللون غالباً، بينما يكون كساء السعادين الفتية والإناث أفتح، بلون أبيض فضي إلى أصفر برتقالي فاتح، ويمتلك اللنغور الذهبي وجهاً أسود وذيلاً طويلاً جداً يصل طوله لـ 50 سم، وأُشير إلى أن لون فروه يتغير حسب الفصول.

## السلوك والبيئة
غالباً ما يلزم اللنغور الأشجار العالية حيث يفيده ذيله الطويل في التوازن عندما يقفز بين الأغصان، ويحصل على الماء خلال موسم الأمطار من الندى والأوراق المنقوعة بالمطر، ويعتبر حيواناً عاشباً، فيتألف نظامه الغذائي من فواكه، وأوراق، وبذور، وبراعم وأزهار ناضجة وغير ناضجة.
يعيش اللنغور عادة ضمن مجموعات مؤلفة من 8 أفراد (قد تصل أحياناً لـ 50 فرداً)، مع نسبة من عدة إناث لكل ذكر بالغ، وتألفت أصغر مجموعة من سعادين اللنغور الذهبي من أربعة أفراد، بينما ضمّت أكبرها 22 فرداً، ما أعطى متوسطاً من 8.2 فرداً في المجموعة الواحدة، فكانت نسبة الجنسين بين البالغين 2.3 أنثى لكل ذكر، بيد أن تألفت غالبية المجموعات من ذكر بالغ واحد فقط.